# Symbolisation
 (novembre 2020).
Si vous disposez d'ouvrages ou d'articles de référence ou si vous connaissez des sites web de qualité traitant du thème abordé ici, merci de compléter l'article en donnant les références utiles à sa vérifiabilité et en les liant à la section « Notes et références ».
La symbolisation désigne la capacité à développer des représentations.

## Définition
Bien que le terme « symbolisation » n'apparaisse guère sous la plume de Sigmund Freud, le processus de symbolisation est toutefois « au cœur  de la vie psychique ». Alain Gibeault définit la symbolisation comme « l'opération par laquelle quelque chose va représenter autre chose pour quelqu'un ». Mais avant tout, le processus de symbolisation suppose « autant la capacité de représenter un objet absent qu'un sujet capable de savoir que le symbole n'est pas l'objet symbolisé ».

## Première théorie freudienne
La première théorie de Sigmund Freud oppose les deux registres de l'action et de la symbolisation. L'agir y est conçu comme échec du langage ; la représentation de chose s'oppose à la représentation de mot. 
Cette théorie va de pair avec la conception du symptôme comme manque d'élaboration. Le symptôme névrotique lui-même est acting out marquant un défaut d'élaboration que seule la cure psychanalytique pourrait corriger.

## Deuxième théorie
Dans la deuxième théorie de Freud, que l'on peut situer au moment de l'œuvre Totem et Tabou (1913), l'action est vue comme première, Freud cite Goethe dans Faust : «Au commencement était l'acte». L'acte et sa répétition permettent donc la symbolisation. Il s'agit donc d'une perspective antagonique, l'acte ne venant plus démontrer un échec mais au contraire permettant le symbolisme d'émerger - ce que Michel Matthieu énoncera comme passage par l'acte. 

### Jeu de la bobine
Sigmund Freud s'était intéressé au problème en observant le « jeu de la bobine », c'est-à-dire un enfant qui s'amusait avec une bobine attachée par une ficelle, à la faire tomber puis à la ramener à lui. Freud interpréta cela comme compulsion de répétition : l'enfant répétait, symboliquement, un traumatisme douloureux, en vue de se l'approprier.[réf. nécessaire]

## Théorie lacanienne
Jacques Lacan tirera de cela le signifiant de la mère, comme premier signifiant acquis. Alors que le psychotique n'est pas dupe du Nom du Père, l'autiste n'intègre pas le premier signifiant, celui qui permet de symboliser l'absence[pas clair].

#### Textes sources
- Sigmund Freud, Au-delà du principe de plaisir (1920), Paris, Payot, coll. "Petite Bibliothèque Payot", 2010  (ISBN 2-228-90553-4)
- Donald Winnicott, Jeu et réalité l'espace potentiel (Playing and Reality, 1971), Gallimard, 1975 , réédité en folio, 2004  (ISBN 2070419843).
- Hanna Segal, Notes sur la formation du symbole,  Traduction de Florence Guignard, in Revue française de Psychanalyse, P.U.F. Paris, 1970.

#### Études
(Dans l'ordre alphabétique des noms d'auteurs)
- Bernard Golse, « Le concept d'équation symbolique au regard de la polysensorialité. L'émergence progressive de la symbolisation chez le bébé [1] », Topique, vol. 127, no. 2, 2014, p. 29-38, [lire en ligne].
- Angèle Kremer-Marietti, La symbolicité ou le problème de la symbolisation (P.U.F., 1982), L'Harmattan, 2001.
- Jean Laplanche, Problématiques II: Castration, symbolisations, Paris, PUF, 1980; 2e éd. 1983  (ISBN 2-13-036990-1) Rééd. poche, Paris, PUF, 1998, coll. "Quadrige".
- Dans : Alain de Mijolla (dir.), Dictionnaire international de la psychanalyse : concepts, notions, biographies, œuvres, événements, institutions, Paris, Calmann-Lévy, 2002, 2017 p. (ISBN 2-7021-2530-1); rééditions : Hachette-Littérature, 2005  (ISBN 9782012791459). 
  - Alain Gibeault, « symbolisation (processus de -) », dans Alain de Mijolla (dir.), Dictionnaire international de la psychanalyse, 2005, p. 1765-1767.
  - Gérard Bonnet, « Fort-da », dans Dictionnaire international de la psychanalyse, 2005, p. 656-657.
  - Hanna Segal, « équation symbolique », dans Dictionnaire international de la psychanalyse, 2005, p. 557.
- Marcel Scheidhauer, « Le symptôme, le symbole et l'identification dans l'hystérie dans les premières théories de Freud », in: Enfance, tome 40, n°1-2, thématique : « Identités, Processus d'identification. Nominations », 1987, p. 151-162, sur le site de Persée, consulté le 30 mars 2021 [lire en ligne].